# Plagiomimicus triplagiatus
Plagiomimicus triplagiatus är en fjärilsart som beskrevs av Smith 1890. Plagiomimicus triplagiatus ingår i släktet Plagiomimicus och familjen nattflyn. Inga underarter finns listade i Catalogue of Life.